# Radioteletip

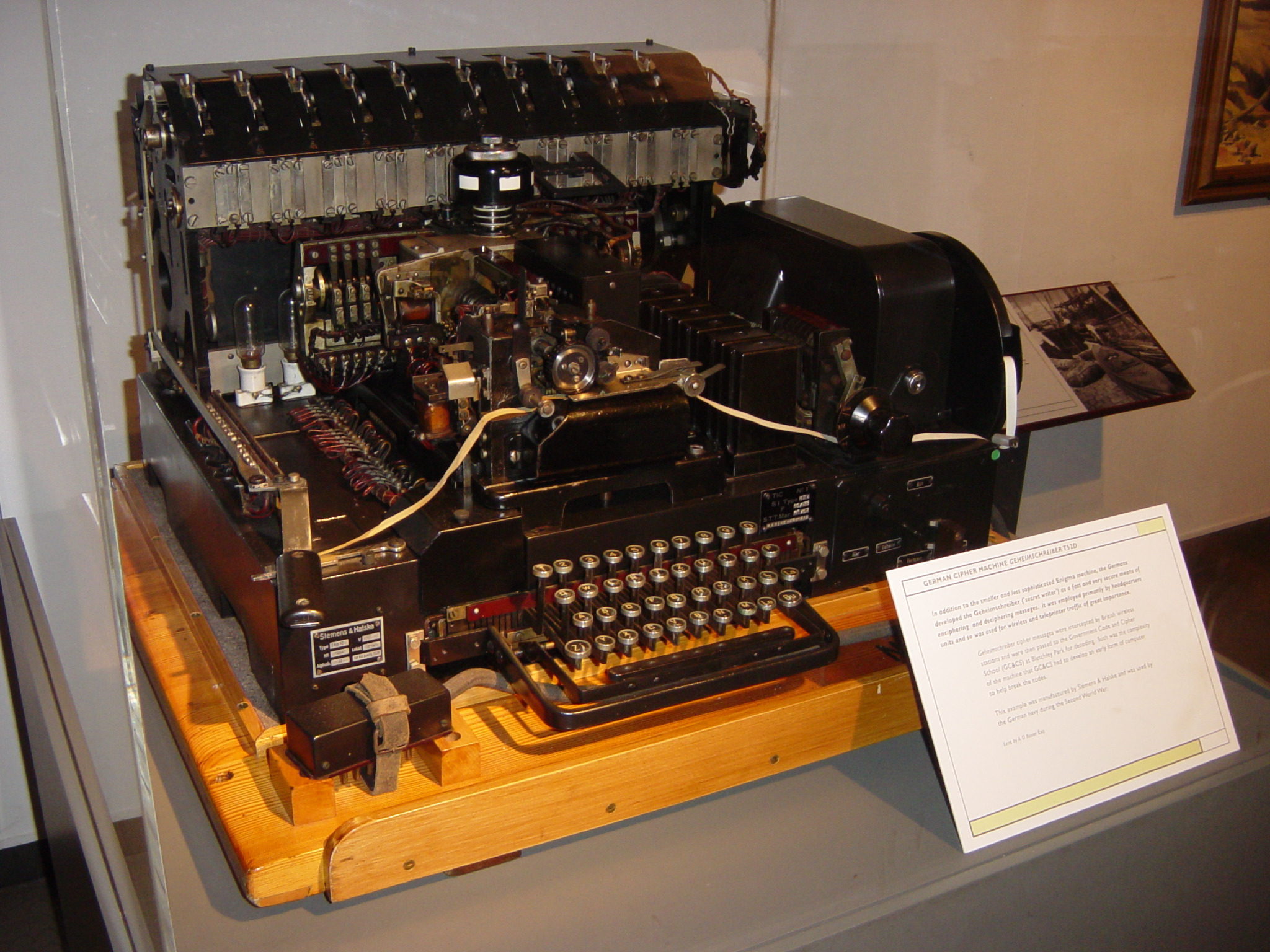
Màquina radioteletypewriter Siemens T52, que data de la Segona Guerra Mundial.

El RTTY  o radioteletip és un sistema de telecomunicacions en què dos terminals (també anomenats teletips) es comuniquen a través d'un enllaç de ràdio. El RTTY fa ús de múltiples sistemes de modulació del senyal, inclosa la modulació de freqüència FSK. Els caràcters solen ser codificats en 5 bits, d'acord amb el Codi Baudot, també conegut com a codi CCITT Nº 2. Aquest codi s'utilitza de manera asíncrona, amb "start bit" i "stop bit". Alguns sistemes utilitzen codis CCITT Nº 2 de 6 bits. Els moderns sistemes poden operar en 7 o 8 bits. En comparació amb les modernes formes de comunicació digitals, el sistema RTTY és extremadament lent. El flux d'una comunicació típica RTTY és de 45 bauds, o aproximadament 60 paraules per minut. No obstant això, la combinació d'una baixa velocitat i una modulació robusta fan del RTTY un mètode de comunicació molt resistent a la majoria de les formes d'interferència de ràdio. En aquest sentit, al RTTY, només el sobrepassa el codi Morse en CW.

## Usuaris

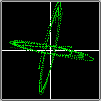
Indicador de sintonia de RTTY modulació per desplaçament de freqüència

Els principals usuaris són persones que necessiten moltes connexions d'ona curta RTTY:
- La marina, en diverses parts del món, i les estacions marítimes de socors (2174,5 kHz);[1]
- Els exèrcits en diverses parts del món;
- Els diplomàtics, especialment a Àfrica i certes parts d'Àsia;
- Els radioaficionats.

## Sistemes de dades
- Sailmail, un correu comercial d'ona curta
- SITORS, una variant de RTTY amb correcció d'errors
- PACTOR, una variant de tors, basat en el concepte de paquets
- Hellschreiber, un híbrid entre el Fax i RTTY
- ACARS, utilitzat per l'aviació comercial (paquet)
- Navtex, utilitzat en la navegació
- PSK31 i PSK63
- CLOVER2000
- Q15X25, un paquet creat per aficionats
- Categoria MFSK (multi-freqüència o Polytone), que inclou la transmissió de dades utilitzant més de dues freqüències:
  - MT63, utilitzats pels radioaficionats i el govern dels EUA
  - COQUELET
  - PICCOLO
  - Olivia MFSK